# Edison (New Jersey)
Edison (ang. Edison Township) – miejscowość w hrabstwie Middlesex w stanie New Jersey w USA.
Liczba mieszkańców, zgodnie ze spisem z 2004 roku, około 100 tys.
Gmina miejska jest zarządzane przez burmistrza i Radę Miejską zgodnie z dekretem prawnym (Faulkner Act).
- Kod pocztowy (ZIP code) to: 08818, 08819, 08820

## Historia miasta

### Wczesna historia
Edison oryginalnie było częścią miasta Woodbridge i Piscataway, w końcu XVII wieku,
kiedy to kolonizacja na tych terenach się rozpoczęła. Miejscowość początkowo nazwano
Raritan. W 1954 roku miejscowość zostaje przemianowana na Edison, by uczcić wielkiego wynalazcę Thomasa Edisona.

### Czasy Edisona
W roku 1876 Thomas A. Edison osiedla się w ówczesnym Raritan, nazywanym wtedy również Menlo Park, i otwiera laboratorium. W tym to laboratorium powstają najsłynniejsze odkrycia wynalazcy takie jak: fonograf czy żarówka.
Ulica Christie to pierwsza ulica z elektrycznym oświetleniem.
W roku 1883 Edison przenosi swe laboratorium do West Orange, New Jersey.

### Współczesne Edison
Dzisiaj Edison jest jednym z najszybciej rozwijających się gmin miejskich w stanie New Jersey.
W Edison żyje duża diaspora żydowska, dzielnica Highland Park to dzielnica, gdzie znajdują się duże synagogi.
W miejscowości znajduje się wieża i muzeum upamiętniające Thomasa Edisona.
W dzielnicy Iselin żyje duża grupa emigrantów z Południowej Azji z typowymi
restauracjami i sklepami dla tej części świata.
W miejscowości istniała również fabryka Ford Motor Company, jednak w roku 2003 została
zamknięta i około 1420 pracowników straciło pracę.
Middlesex County College jest ulokowany w Edison. Uczelnia ta jest znana z wysokiego poziomu nauczania.